# 细雀麦
细雀麦（学名：Bromus gracillimus）为禾本科雀麦属下的一个种。

## 扩展阅读
- 維基物種上的相關：细雀麦